# Kanadska rukometna reprezentacija
Kanadska rukometna reprezentacija predstavlja državu Kanadu u športu rukometu.
Krovna organizacija:

## Nastupi napanameričkim prvenstvima
- prvaci:
- doprvaci: 1979.
- treći: 1983., 2004.

## Nastupi naPanameričkim igrama
- prvaci:
- doprvaci:
- treći:

## Nastupi naOI
- prvaci:
- doprvaci:
- treći:

## Nastupi naSP
- prvaci:
- doprvaci:
- treći: